# Graziana lacheineri
Graziana lacheineri é uma espécie de gastrópode  da família Hydrobiidae.
É endémica de Austria.